# Vrémy
Vrémy est une ancienne commune française du département de la Moselle, rattachée à Failly depuis 1974.

## Géographie
Vrémy se trouve dans le Pays messin, à environ 2 kilomètres de Failly.

## Toponymie
Anciennes mentions : Virmiez et Vermiez (1296), Vremiez (1337), Wermiez (1404), Wramiez (1490), Vramiez (1495), Vermy (carte Cassini).
En allemand : Fremich (1915-1918), Fremingen (1940-1944).

## Histoire
Dépendait autrefois des Trois-Évêchés : bailliage et coutume de Metz.
Le 1er janvier 1974, la commune de Vrémy a été rattachée à celle de Failly sous le régime de la fusion simple.
Le 7 juillet 2015, le clocher de son église, frappé par la foudre, s'embrase et est en partie détruit,.

## Héraldique
| Blason de Vrémy | Blason  | De gueules à six besants d’or ; trois, deux et un.                                                 |
| Blason de Vrémy | Détails | Armes qui étaient celles de la famille messine Ferry, qui a possédé la seigneurie au XVIIe siècle. |

## Politique et administration
| Période                                  | Période | Identité  | Étiquette | Qualité |
| ---------------------------------------- | ------- | --------- | --------- | ------- |
| 1947                                     | 1974    | Léon ROUY |           |         |
| Les données manquantes sont à compléter. |         |           |           |         |

## Démographie
| 1793 | 1800 | 1806 | 1821 | 1836 | 1841 | 1861 | 1866 | 1872 |
| ---- | ---- | ---- | ---- | ---- | ---- | ---- | ---- | ---- |
| 204  | 196  | 200  | 204  | 185  | 201  | 173  | 171  | 127  |

| 1876 | 1881 | 1886 | 1891 | 1896 | 1901 | 1906 | 1911 | 1921 |
| ---- | ---- | ---- | ---- | ---- | ---- | ---- | ---- | ---- |
| 142  | 145  | 138  | 127  | 118  | 119  | 132  | 109  | 106  |

| 1926 | 1931 | 1936 | 1946 | 1954 | 1962 | 1968 | - | - |
| ---- | ---- | ---- | ---- | ---- | ---- | ---- | - | - |
| 98   | 88   | 93   | 99   | 87   | 85   | 78   | - | - |

## Lieux et monuments
Chapelle Saint-Maur.